# Palhoça Terra Querida
O Grêmio Recreativo Escola de Samba Palhoça Terra Querida, também chamada simplesmente de Palhoça Terra Querida, foi uma escola de samba de Palhoça, Santa Catarina, que desfilava na cidade e que chegou a desfilar na capital, Florianópolis.

## História

### Fundação
Foi fundada em 7 de junho de 2008, se tornando a primeira escola de samba da Palhoça. Seus fundadores foram um grupo de moradores do Jardim Aquarius, amantes do gênero musical samba-enredo, entre os quais Dori Edson Veloso, Jackeline Tibre, Jorge Constantino, Aparecida Anita de Souza, Marilene Nunes Tibre, Vilson Luiz Brandt, Marcelo Cesar Goes,  Anderson Amorim Baldoíno e Michelle Nunes. 
O nome da escola surgiu após a menina chamada Isadora Michelle Veloso, na época com 5 anos, cantar todo o hino do município, que não era conhecido pelos participantes da reunião - em uma de suas estrofes o hino menciona a expressão "Palhoça, Terra Querida". 
Na mesma reunião também foram determinados os objetivos da nova agremiação. O principal era impulsionar a cultura do carnaval de avenida no município de Palhoça, o segundo, promover projetos sociais com o intuito de oferecer à comunidade alternativas que mudassem um pouco a vida das pessoas e o terceiro objetivo, levar a escola de samba a desfilar no carnaval de Florianópolis, na Passarela Nego Quirido.

### Desfile em Florianópolis
Após um revés em 2012, quando a Nação Guarani ficou com a vaga destinada a Palhoça na Nego Quirido, a Palhoça Terra Querida realizou o objetivo de desfilar na capital, estreando no grupo de acesso em 2014, ficando em 6º lugar na ocasião. A escola não desfilou em 2015 e acabou desfiliada da Liga das Escolas de Samba de Florianópolis (LIESF) naquele ano, não retornando mais ao carnaval de Florianópolis.

## Carnavais
| Ano                        | Desfile                       | Enredo                                                                                     | Presidente        | Ref   |
| -------------------------- | ----------------------------- | ------------------------------------------------------------------------------------------ | ----------------- | ----- |
| 2009                       | Pagani (Palhoça)              | Palhoça está Feliz                                                                         | Dori Edson Veloso | [ 2 ] |
| 2010                       | Pagani (Palhoça)              | Criança da Infância a Terceira idade                                                       | Dori Edson Veloso | [ 2 ] |
| 2011                       | Pagani (Palhoça)              | Hernani Hulk, O Super Herói do Carnaval                                                    | Dori Edson Veloso | [ 2 ] |
| 2012                       | Pagani (Palhoça)              | Terra Querida, és a primeira! Igualdade social é o nosso carnaval.                         | Dori Edson Veloso | [ 2 ] |
| Desfile cancelado em 2013. |                               |                                                                                            |                   |       |
| 2014                       | Grupo de Acesso Florianópolis | Mundos do trabalho: da fábrica às ruas: Os sindicatos na luta pelos direitos trabalhadores | Jackeline Tibre   | [ 2 ] |

## Diretoria 2013
| Presidente             | Jackeline Tibre                                  |
| Vice Presidente        | Silvio Ramão Pinheiro da Silva                   |
| Primeiro Tesoureiro    | Rafael Simplício Oier                            |
| Segundo Tesoureiro     | Anderson Amorim Baldoino                         |
| Secretário             | Edson Taveira                                    |
| Assessoria de Imprensa | Paulo Freire                                     |
| Conselho Fiscal        |                                                  |
| Presidente             | Michele Nunes                                    |
| Membros                | Aparecida Ania de Souza Alexandre Sidnei Machado |
| Conselho Deliberativo  |                                                  |
| Presidente             | Marcelo Cesar Goes                               |
| Membros                | Anderson Vieira do Nascimento Marilene Nunes     |